# 富丘駅

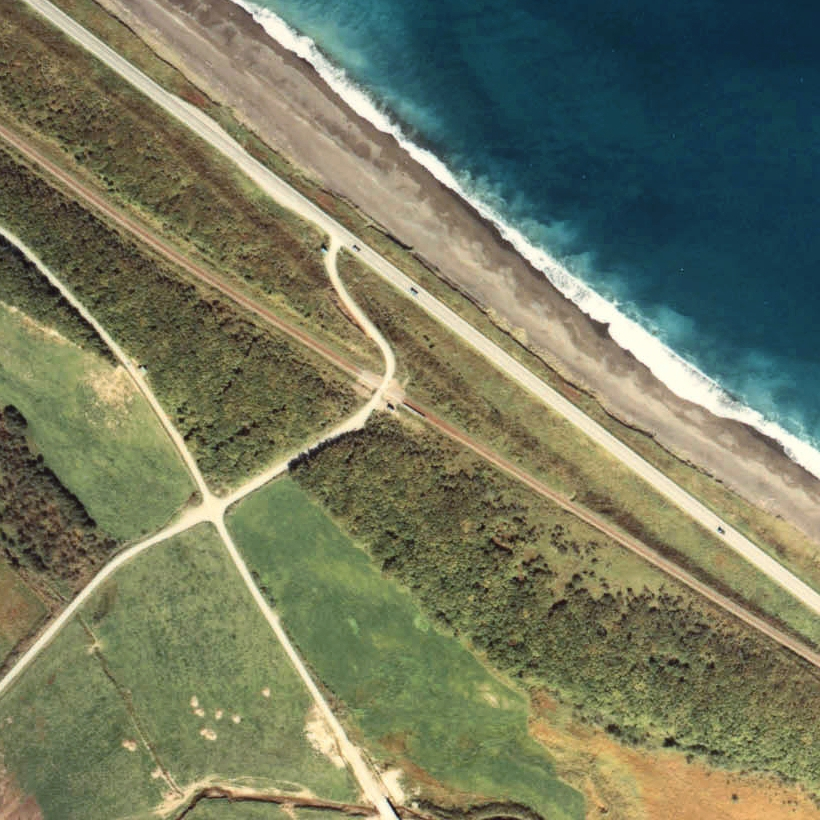
1978年の富丘仮乗降場と周囲約500m範囲。右が紋別方面。ホーム手前に待合室がある。

富丘駅（とみおかえき）は、北海道（網走支庁）紋別郡興部町字富丘にかつて設置されていた、北海道旅客鉄道（JR北海道）名寄本線の駅（廃駅）である。名寄本線の廃止に伴い、1989年（平成元年）5月1日に廃駅となった。
廃止時の1989年（平成元年）4月30日時点の時刻表では、快速運転列車ほか下り5本上り5本の普通列車は停車せず通過していた。

## 歴史
- 1956年（昭和31年）9月1日 - 日本国有鉄道（国鉄）名寄本線の富丘仮乗降場（局設定）として開業[1]。
- 1987年（昭和62年）4月1日 - 国鉄分割民営化により、国鉄からJR北海道に継承。同時に駅に昇格し、富丘駅となる[1]。
- 1989年（平成元年）5月1日 - 名寄本線の全線廃止に伴い、廃駅となる[1]。

## 駅構造
廃止時点で、1面1線の単式ホームを有する地上駅であった。ホームは、構内の南西側（遠軽方面に向かって右側）に存在した。
仮乗降場に出自を持つ無人駅となっており、駅舎は無かったがホームから少し離れた位置に待合所を有していた。ホームは木造で名寄方に90度の角度で設置されたスロープを有し、駅施設外に連絡していた。
駅全体が周囲より高台の海岸段丘上に位置し、道路へ出るには防雪覆い付きの階段を下る形で連絡した。

## 駅名の由来
当駅が所在した地名より。元はアイヌ語のオ=シカリ=サロル（川尻が迂回する湿地）またはオ=ム=サロル（川尻が塞がる湿地）から「思沙流」と呼ばれた段丘地帯であったが、1951年（昭和26年）の字名地番改正の際にこの地区の開拓先駆者で自治功労者の名前から「富」の一字を採り、それに「丘」を付けて「富丘」とした。

## 駅周辺
- 国道238号（オホーツク国道）[6]
- 思沙留川[6]
- 北紋バス「富丘」停留所

## 駅跡
2001年（平成13年）時点では、道路から駅構内への防雪覆い付きの階段のみが残存していた。駅跡前後の線路跡は、農道として再利用されている模様であった。2011年（平成23年）時点でも同様に防雪覆い付きの階段は残存しており、ホーム跡には枕木が外された形で放置され、散乱していた。線路跡も確認できた。築堤上の空き地になっている。
また、旧駅附近の国道に立てられている「農業基盤整備事業」の看板には、当駅跡附近の名寄本線の絵が描かれていた。

## 隣の駅
北海道旅客鉄道
名寄本線
沙留駅 - 富丘駅 - 渚滑駅
かつて当駅（当時は仮乗降場）と渚滑駅との間に川向仮乗降場（かわむかいかりじょうこうじょう）が存在した。開業年月日は不詳で、1956年（昭和31年）11月19日には存在しており、1966年（昭和41年）3月に廃止となった。廃止の日付は不詳。